# 河野ゆかり
河野 ゆかり（こうの ゆかり、2000年〈平成12年〉6月14日 - ）は、日本のタレント、クイズプレイヤー。

## 略歴
- 兵庫県出身。神戸海星女子学院小学校[2][3]、神戸海星女子学院中学校・高等学校を卒業後[4][3]、東京大学理科三類に入学し、同大学医学部医学科を卒業[5]。

- 2021年4月より、『東大王』（TBS系列）にプロジェクト東大王を経て2024年9月まで出演[6]。

### 2024年
11月14日、「セント・フォース sprout」に所属することを公表。

### 2025年
3月26日に医療従事者との結婚を公表。また、夫の仕事の関係上、同年秋から2年間スイスに移住することを公表。
5月6日、9月よりジュネーヴ大学の大学院に進学することを公表。

## 人物
- 趣味はワイン、旅行、読書、食べること（特にラーメン）[1]。
- 特技はスキューバダイビング[1]。
- 中学時代はバスケットボール部に所属していた[3]。高校時代は生徒会長を務めていた[3]。
- 保有資格は世界遺産検定2級、J.S.A.ワインエキスパート[1]、実用フランス語技能検定3級[11]、医師免許[12][13]。
- 『東大王』では、「東大医学部の絶景クイーン」の肩書きで2021年4月から最終回となる2024年9月まで出演した[14]。

## 出演

### 過去のレギュラー番組
- 東大王（TBS系列、2021年4月 - 2024年9月）[14]